# Port Maria
Port Maria ist eine Kleinstadt im Norden Jamaikas. Die zweitälteste Stadt der Insel befindet sich im County Middlesex. Sie ist die Hauptstadt des Parish Saint Mary. Im Jahr 2010 hatte Port Maria eine Einwohnerzahl von 7713 Menschen. Im Westen der Küstenstadt mündet der Otram River in den Atlantik. Zu der Stadt gehört die kleine Insel Carbarita Island.

## Geschichte
Port Maria ist nach Saint Ann’s Bay die zweitälteste Stadt auf Jamaika. Gegründet wurde sie von spanischen Entdeckern unter dem Namen Puerto Santa Maria. Im 16. Jahrhundert wurde die Stadt von englischen Kolonialisten erobert. 1655 formierte sich auf den Hügeln um die Stadt eine große Anzahl von afrikanischen Sklaven, die durch die Flucht der spanischen Kolonialherren nun frei waren, und gründeten die Maroon-Gesellschaften. Diese griffen gelegentlich britische Siedlungen an.
Im Jahre 1760 führte ein Sklave namens Tacky, der vor seiner Verschleppung aus Afrika Stammeshäuptling gewesen war, eine Revolte gegen die britischen Sklavenhalter. Er drang in der Nacht vor Ostermontag in den Hafen von Port Maria ein und erbeutete Musketen, Schießpulver und Kugeln. Als der Tag anbrach, hatten sich ihm schon Hunderte angeschlossen. Sie zogen ins Landesinnere, zerstörten Plantagen und töteten die Besitzer. Die Rebellen konnten mehrere Munitionslager in Port Maria erobern. Am Ende waren sie jedoch in der Unterzahl und zu schlecht ausgerüstet, sodass britische Soldaten, mit zwei kompletten Kompanien, den Aufstand nach über einem Monat Widerstand unterdrücken konnten. Tacky wurde von hinten erschossen. Nach der Rebellion versuchten viele Sklaven in die nahegelegenen Berge zu flüchteten. Dort schlossen sie sich den Maroons an. Dennoch wurden an die 300 Sklaven wegen des Aufstands hingerichtet. Das Ereignis bekam den Namen Easter Rebellion oder auch Tacky's War und war einer der zentralen Sklavenaufstände in der Geschichte Jamaikas.
Unter spanischer und englischer Herrschaft war die Stadt lange Zeit ein bedeutendes Handelszentrum. Heute ist wenig von seinem Wohlstand übrig geblieben.

## Historische Bauwerke
In der Stadt haben sich mehrere Gebäude aus dem 18. Jahrhundert erhalten. Das älteste Gebäude der Stadt ist das Gerichtsgebäude von Port Maria aus dem Jahre 1820. Das Gebäude erlitt 1988 schwere Brandschäden. Im Jahre 2000 wurde es als Port Maria Civic Centre im Stile des Originals saniert. In dem Gebäude befinden sich neben dem Gericht auch die Polizei und das Büro des Gemeinderates.
Gegenüber dem Civic Centre befindet sich die St. Mary Parish Church, eine anglikanische Kirche, die im Jahre 1861 fertiggestellt wurde. 1987 gewann das Gebäude eine Auszeichnung mit dem Titel Heritage in Architecture (‚Erbe der Architektur‘).
Neben der Kirche steht ein Denkmal, genannt Tacky Monument, in Erinnerung an den Sklavenaufstand im Jahre 1760.

## Söhne und Töchter der Stadt
- Sir Laurence Lindo, CMG (1911–1980), Diplomat
- Andy Hamilton, MBE (1918–2012), jamaikanisch-britischer Jazz-Saxophonist
- Ini Kamoze (* 1957), Musiker